# La Serrada
La Serrada – gmina w Hiszpanii, w prowincji Ávila, w Kastylii i León, o powierzchni 7,28 km². W 2011 roku gmina liczyła 114 mieszkańców.